# Universidad Central de Venezuela Fútbol Club
El Universidad Central de Venezuela Fútbol Club és un club de futbol veneçolà de la ciutat de Caracas.

## Palmarès
- Lliga veneçolana de futbol:[1]
  - 1951, 1953, 1957

- Copa veneçolana de futbol:[2]
  - 1952

## Evolució de l'uniforme
| 2016 | 2017 | 2018 |  |